# فياض أحمد
فياض أحمد أو فيض أحمد مواليد 1946 توفي 12 نوفمبر 1986 (بالفارسية: فیض أحمد) القائد والمؤسس لمنظمة التحرير الأفغانية وهي منظمة ماركسية لينينية ماوية تأسست في كابول.
ولد أحمد في قندهار، أفغانستان. وقال انه حضر المدارس الابتدائية والثانوية في قندهار قبل ان يأتي إلى كابول لدخول مدرسة ثانوية حيث شارك في حركات اليسار الراديكالي الثوري بعد قراءة بعض كتابات ماركس ولينين.
كان الدكتور فياض أحمد تلميذا للقائد الشيوعي والمنظر الماوي الأفغاني أكرم ياري، وهو قيادي في الحركة الماوية في أفغانستان والعالم حيث كان ياري في منطقة نادريا معلماً في مدرسة ثانوية، وقد آثر تأثيراً كبيرا بفياض أحمد
كان ياري زعيم منظمة الشباب التقدمي (PYO)، وهي منظمة ماوية التي تشكلت في 6 أكتوبر 1965. في وقت لاحق، انطلقت بعض الخلافات بين فياض أحمد، PYO وشكل المجموعة الثورية من شعب أفغانستان.
تزوج من مينا كشور كمال والتي اغتيلت هي أيضًا بسبب أنشطتها السياسية.
بعد تخرجه من المدرسة الثانوية، دخل أحمد كلية الطب في جامعة كابول. وكان في تلك السنوات التي أسس الجماعة الثورية لشعب أفغانستان الحي أصبج اسمها في وقت لاحق منظمة تحرير أفغانستان (ALO).]
أثناء بداية الغزو السوفيتي لأفغانستان، كان للدكتور فياض أحمد، دور أساسي في إعادة تنظيم منظمة التحرير أفغانستان، تحت شعار «جميع الموارد في خدمة جبهات التحرير» كما أن الهدف المؤقت لل جميع «النضال الثوري». خلال هذا الوقت، وتحت قيادة فياض، قررت منظمة العمل العربية للانضمام إلى الحرب مع كل القوى الوطنية المناهضة للسوفييت
اغتيل أحمد جنبا إلى جنب مع 6 أعضاء من المظمة على يد مجموعة تابعة لـقلب الدين حكمتيار الحزب الإسلامي في 12 نوفمبر 1986 في بيشاور في باكستان. واتهم أعضاء المنظمة المخابرات الباكستانية بالتواطؤ في عمليات القتل.